# Teaching You No Fear
Teaching You No Fear är ett samlingsalbum, utgivet 1994 på Burning Heart Records. Skivans omslag, där fem män poserar på en gata, sittande hukande på skateboards, är en parafras på Magnum Bonums singel Skateboard/Heroes.

## Låtlista
1. Raised Fist – "I Tried" – 1:41
2. Mindjive – "Right Sign Flag" – 3:14
3. No Fun at All – "Can't Go Far" – 1:44
4. 59 Times the Pain – "Time to Wake Up" – 1:53
5. Satanic Surfers – "Boyish Man" – 2:32
6. Millencolin – "Flippin' Beans" – 2:35
7. Breach – "Friction" – 3:14

### Fotnoter
1. ↑  ”Teaching You No Fear”. Discogs.com. http://www.discogs.com/Various-Teaching-You-No-Fear/release/369111. Läst 31 mars 2012.